# Stamnodes ululata
Stamnodes ululata är en fjärilsart som beskrevs av Richard F. Pearsall 1912. Stamnodes ululata ingår i släktet Stamnodes och familjen mätare. Inga underarter finns listade i Catalogue of Life.